# Arquíadas (filho de Hegias)
Arquíadas (em grego: Ἀρχιάδας; romaniz.: Archiádas) foi um nobre grego ateniense que esteve ativo no final do século V ou começo do VI. Era filho do filósofo neoplatônico Hegias e irmão de Eupício. De acordo com Damáscio, era avesso à filosofia por influência da riqueza de sua família e, como seu pai, foi devotado ao ritual religioso e ritos de purificação.